# Naufragio della F174
Il naufragio della F174 (conosciuto anche come tragedia di Portopalo o strage del Natale 1996) fu un sinistro marittimo avvenuto nella notte tra il 25 e il 26 dicembre 1996 nelle acque internazionali a 19 miglia nautiche (35 km) al largo di Portopalo di Capo Passero, in provincia di Siracusa.
Una vecchia nave di legno, gravemente sovraccarica dal trasporto di persone provenienti da India, Pakistan e Sri Lanka affondò, causando la morte di almeno 283 di loro e rappresentò all'epoca la più grande tragedia navale del Mediterraneo dalla fine della seconda guerra mondiale, e rimase tale sino al naufragio di Lampedusa, verificatosi il 3 ottobre 2013.
I pescatori di Portopalo si resero conto dell'avvenuto disastro quando, dopo alcuni giorni, iniziarono a recuperare con le proprie reti alcuni resti umani e altri relitti. Tuttavia, temendo che le indagini avrebbero potuto interrompere la pesca (unica fonte di sostentamento della zona), gli abitanti e le autorità di Portopalo non segnalarono i ritrovamenti alla magistratura. Solo a seguito di un'inchiesta giornalistica del 2001, il relitto della nave naufragata venne ritrovato alla profondità di 108 metri nel punto indicato da un pescatore locale pentito.

## Il viaggio dei migranti

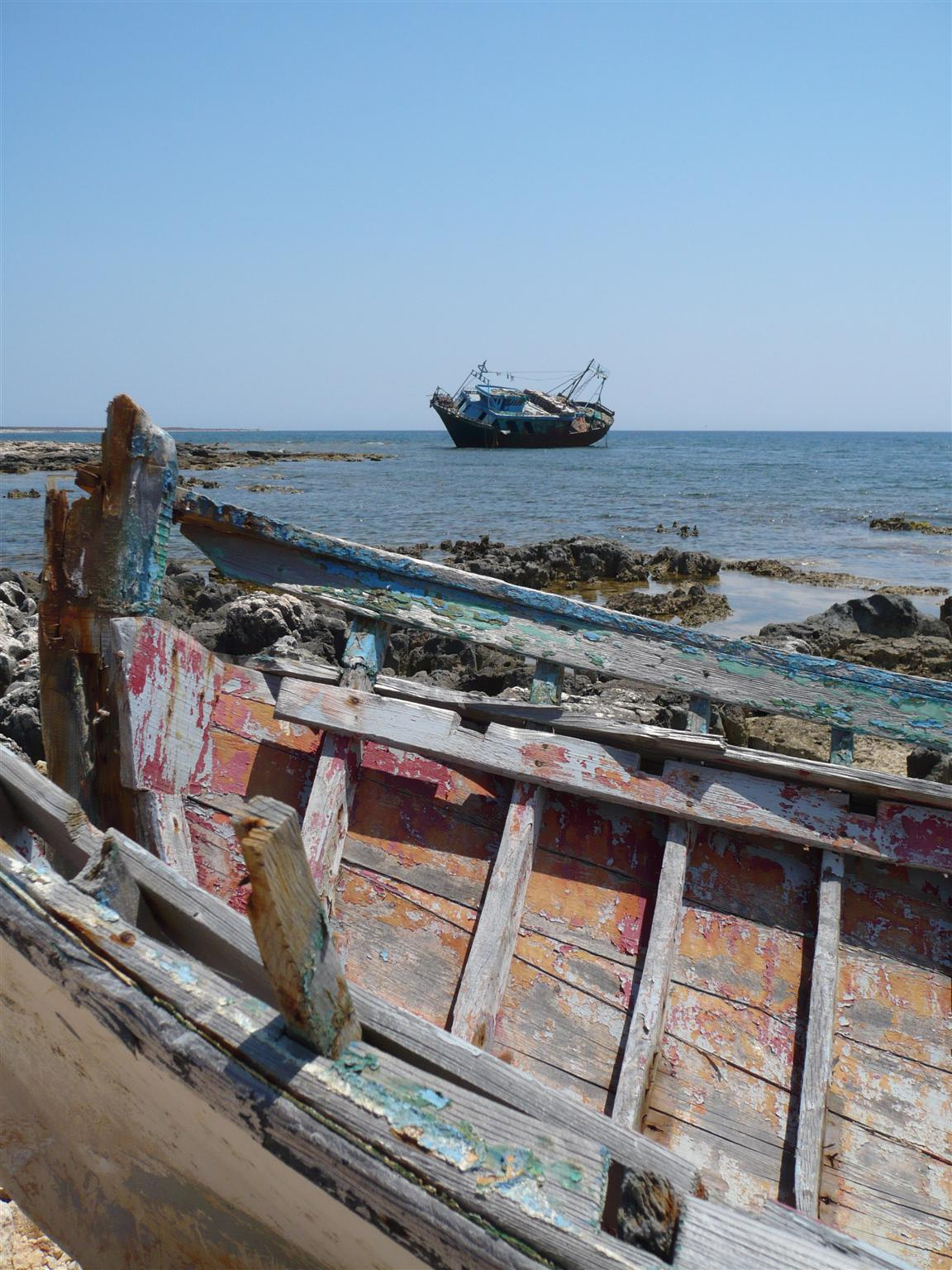
Relitti navali a Portopalo di Capo Passero

La nave trasportava persone provenienti principalmente da India, Pakistan e Sri Lanka. Dopo aver viaggiato per quattro mesi attraverso Curdistan e Turchia pagando ai trafficanti 7.000 dollari a testa (più altri 7.000 dollari da pagare dopo l'arrivo in Italia), erano stati convogliati verso il porto del Cairo. Qui, dopo aver versato circa un migliaio di dollari a testa agli scafisti nella speranza di giungere in Italia, vennero imbarcati sulla Friendship; la nave però non venne fatta partire perché si attendeva l'arrivo di altri clandestini per poter partire a pieno carico. Dopo 12 giorni di attesa, i migranti furono trasbordati sulla nave da carico battente bandiera honduregna Yohan, comandata dal libanese Youssef el-Halal, che partì con circa 470 persone a bordo in direzione delle acque internazionali nel Canale di Sicilia.
Le condizioni di vita a bordo della nave erano pessime: i passeggeri furono rinchiusi nella stiva, con pochissimo cibo e acqua a disposizione.
La nave, un battello maltese identificato con la sigla F174 (nome imprecisato) comandato dal greco Eftychios Zervoudakis, arrivò nella notte tra il 25 e il 26 dicembre. Si trattava di un'imbarcazione in pessimo stato, in legno e con i sistemi di sicurezza fuori uso, che nella migliore delle ipotesi poteva imbarcare non più di 80 persone. I passeggeri della Yohan salirono in massa sul battello maltese, lungo solo 18 metri e largo 4 metri, fino a che la nave non cominciò a dare segni di instabilità a causa dell'eccessivo peso. I trafficanti decisero allora di riportare sulla Yohan circa un centinaio di persone, lasciando sulla nave madre circa 300 migranti (317 secondo alcuni testimoni), e di effettuare due viaggi per trasportare tutti i passeggeri. La F174 ripartì, non accorgendosi però di una falla sulla prua apertasi dopo un urto con la Yohan nelle operazioni di trasbordo.
Il battello iniziò ad imbarcare acqua e il comandante Zervoudakis, resosi conto di non poter raggiungere la costa siciliana, chiese aiuto alla Yohan. La nave giunge in soccorso dopo pochi minuti, ma a causa del mare in burrasca, si scontra con la F174, che si spacca in tre e affonda. Solo una trentina di persone, tra cui il comandante greco Zervoudakis, si salvarono sui mezzi di soccorso lanciati dalla Yohan. Morirono almeno 283 persone, molte delle quali intrappolate nella stiva i cui boccaporti erano bloccati dall'eccessiva presenza di persone sul ponte del vecchio battello.
I trafficanti ripartirono con la Yohan per la Grecia, dove scaricarono i 170 migranti superstiti, tenendoli però segregati in un casolare di campagna affinché non potessero parlare. Un gruppo di clandestini riuscì a fuggire, ma i loro racconti alla polizia greca sull'accaduto non vennero creduti, anzi furono arrestati.
La Yohan venne infine sequestrata il 28 febbraio dopo aver sbarcato altri clandestini in Calabria. Le autorità italiane tuttavia, non trovando indizi della tragedia, si dimostrarono perplesse sull'accaduto e, vista la mancanza di riscontri oggettivi, non approfondirono ulteriormente. Poiché il naufragio non ha quasi lasciato tracce concrete, la vicenda è venuta alla luce solo grazie anche alle indagini del giornalista Giovanni Maria Bellu, che credette alle testimonianze di alcuni clandestini.

## L'inchiesta

### L'omertà dei pescatori

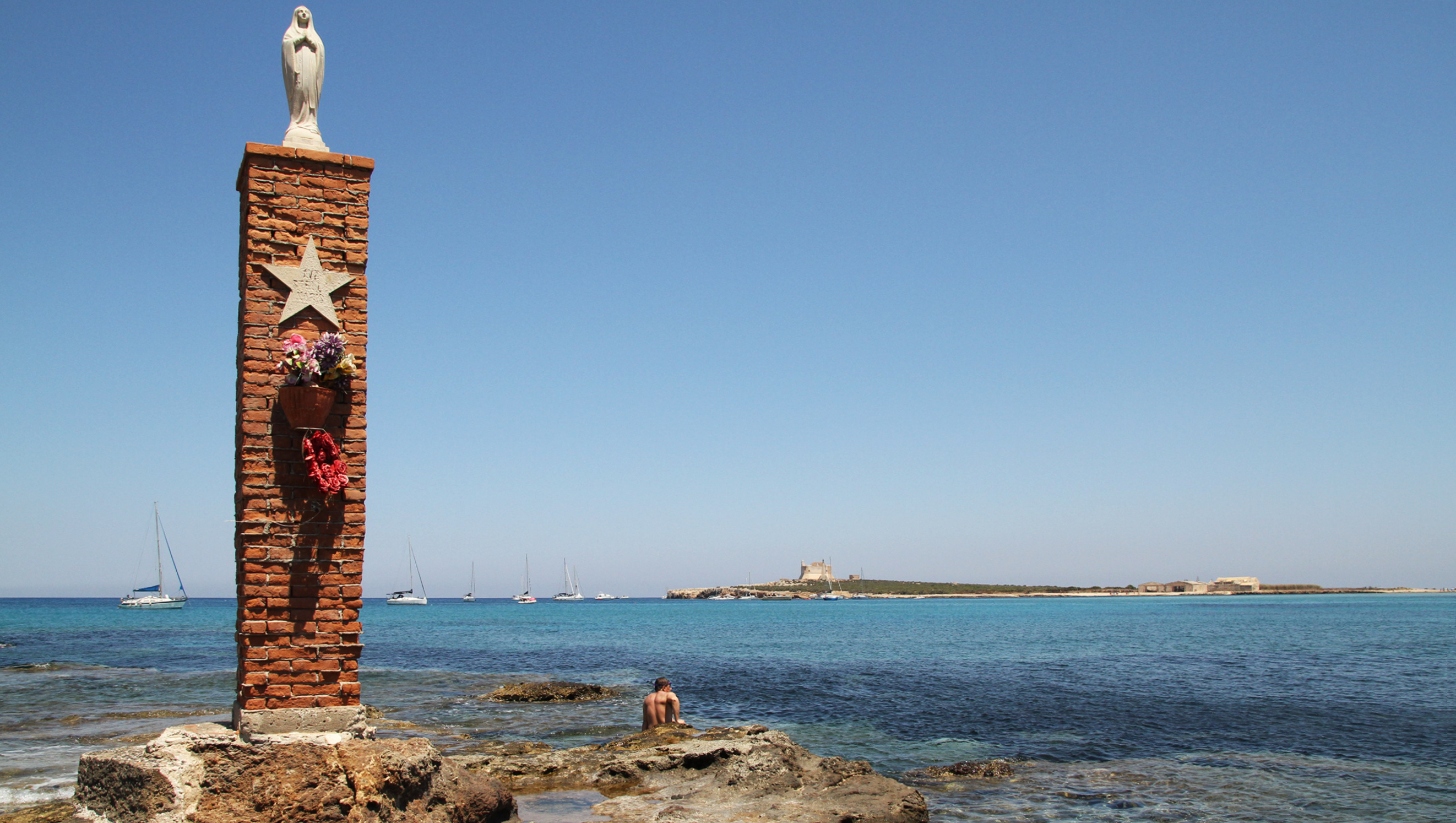
La madonnina e la Stella maris protettrici dei pescatori di Portopalo

Nei giorni successivi alla tragedia, a partire dal 2 gennaio 1997 i pescatori di Portopalo iniziarono a ritrovare numerosi cadaveri, ma non denunciarono nulla alle autorità per evitare interrogatori e lunghi sequestri delle imbarcazioni. La notifica del ritrovamento di cadaveri alla Capitaneria di Porto, infatti, avrebbe potuto comportare il sequestro delle imbarcazioni per lungo tempo senza alcuna compensazione economica, compromettendo così l'attività di pesca (principale forma di sostentamento delle famiglie locali) la cui stagione era al suo apice. I cadaveri ripescati, chiamati in gergo "tonni del Mediterraneo" dai pescatori del posto, vennero perciò rigettati in mare.

### Ritrovamento del relitto
Nel 2001 un pescatore del posto, Salvatore Lupo, detto "Salvo", ignaro della tragedia andò a pesca in un luogo insolito e le sue reti si impigliarono in qualcosa sott'acqua e vennero danneggiate: recuperando le reti vennero trovati vestiti con monete nelle tasche e la carta d'identità di un giovane tamil di 17 anni, Ampalagan Ganeshu, originario di Chawchsceri (Sri Lanka). Lupo allertò la Capitaneria di Porto in merito a quello che aveva ritrovato e sulla probabile presenza di un relitto nel punto in cui era naufragata la F174. Gli ufficiali tuttavia non gli credettero.

### L'inchiesta giornalistica
Attraverso un amico che viveva a Roma, Salvatore Lupo riuscì a contattare il giornalista Giovanni Maria Bellu, che da tempo stava indagando su alcune voci che giravano sul naufragio, ed ebbe il coraggio di denunciare le coordinate del punto esatto del ritrovamento della nave F174 naufragata.
Il giornalista del quotidiano la Repubblica si impegnò a sue spese in un'indagine internazionale alla ricerca della verità. Grazie al finanziamento di Repubblica e L'Espresso, Bellu noleggiò un sottomarino a comando remoto (ROV) per filmare il relitto sul fondo marino. Il ROV trovò lo scafo della F174 danneggiato, con un danno consistente alla prua e sul lato destro della nave. Tra i primi detriti del relitto furono trovati una scarpa da ginnastica e un paio di pantaloni in denim contenenti un femore umano. Nella stiva della nave furono rinvenuti molti scheletri, mentre numerosi teschi si erano staccati cadendo sul fondo marino.

## Vicende giudiziarie

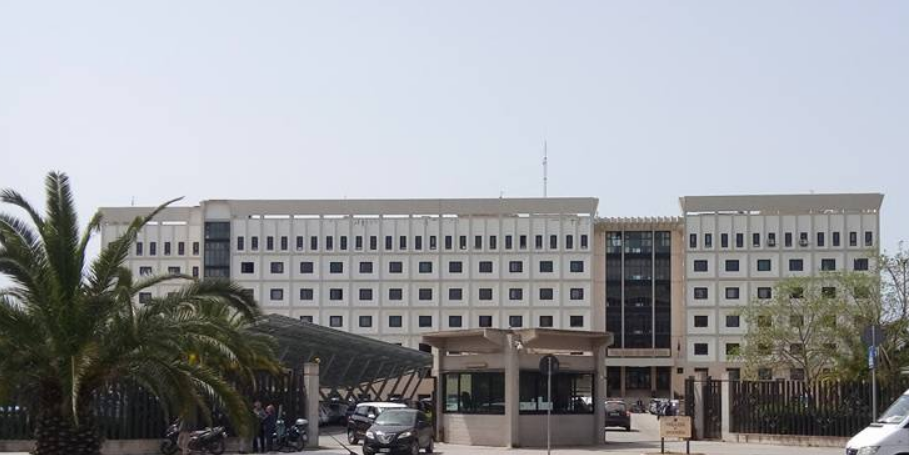
Il palazzo di giustizia di Siracusa

Dopo i primi articoli pubblicati da Bellu, la Procura della Repubblica di Siracusa aprì un'indagine ufficiale per omicidio colposo a carico dei membri dell'equipaggio, rinviati a giudizio. Tuttavia, dopo il ritrovamento del relitto, la magistratura fu costretta ad abbandonare ogni accusa in quanto la nave si trovava in acque internazionali, cioè al di fuori della giurisdizione italiana.
I pubblici ministeri della Procura di Siracusa decisero allora di proseguire con una procedura inusuale, applicando la norma del codice penale che prevede la possibilità di perseguire i crimini di eccezionale gravità commessi al di fuori del territorio nazionale italiano. Bisognò però contestare il più grave reato di omicidio volontario plurimo aggravato. Il reato era contestabile solo a due persone: il comandante greco della nave F174 Eftychios Zebourdakis (che scappò in Francia) e l'armatore pachistano Turab Ahmed Sheik, residente a Malta, colpevoli oltretutto di aver gettato in mare un giovane clandestino ferito.
Il processo rimase aperto solo per l'armatore pachistano Tourab Ahmed Sheik, perché la Francia si oppose alla richiesta di estradizione del capitano che si era rifugiato oltralpe. L'armatore venne condannato nel 2008 dalla Corte di appello di Catania a 30 anni di carcere insieme al comandante della nave contumace, dopo che il processo di primo grado presso il tribunale di Siracusa li aveva visti assolti nel 2007.
Nel corso del procedimento, i parenti delle vittime provenienti da India, Sri Lanka e Pakistan chiesero di essere ascoltati, ma le ambasciate italiane negarono loro il visto d'ingresso, causando una pubblica protesta di attivisti per i diritti civili. I parenti che vivevano in Italia hanno riferito di temere di essere incarcerati a causa della nuova legge sull'immigrazione e, pertanto, di non potere testimoniare al processo. Zabihullah Bacha, padre di Syed Habib, aveva vissuto in Italia fino al 1995, quando era tornato in Pakistan per aiutare la madre; dopo la tragedia, chiese di ritornare in Italia, ma il suo permesso venne ritardato. Decise così di entrarvi clandestinamente, in attesa di un permesso di soggiorno ufficiale, per testimoniare nel procedimento: venne dunque arrestato per immigrazione illegale. Decise così di ritornare in Pakistan.
Balwant Singh Khera, una guida spirituale della comunità pakistana, organizzò una manifestazione insieme a quattro connazionali in via della Conciliazione a Roma nel 1998: venne denunciata ai pellegrini del Vaticano la tragica storia della nave naufragata. In seguito scrisse un dossier sui canali dei traffici migratori, con l'aiuto di alcuni sopravvissuti rientrati in India. Gli fu chiesto di presentare le sue scoperte alla magistratura, ma a causa della scadenza del permesso di soggiorno Khera dovette tornare in India e in seguito gli è stato negato il visto d'ingresso per l'Italia.

## Reazioni

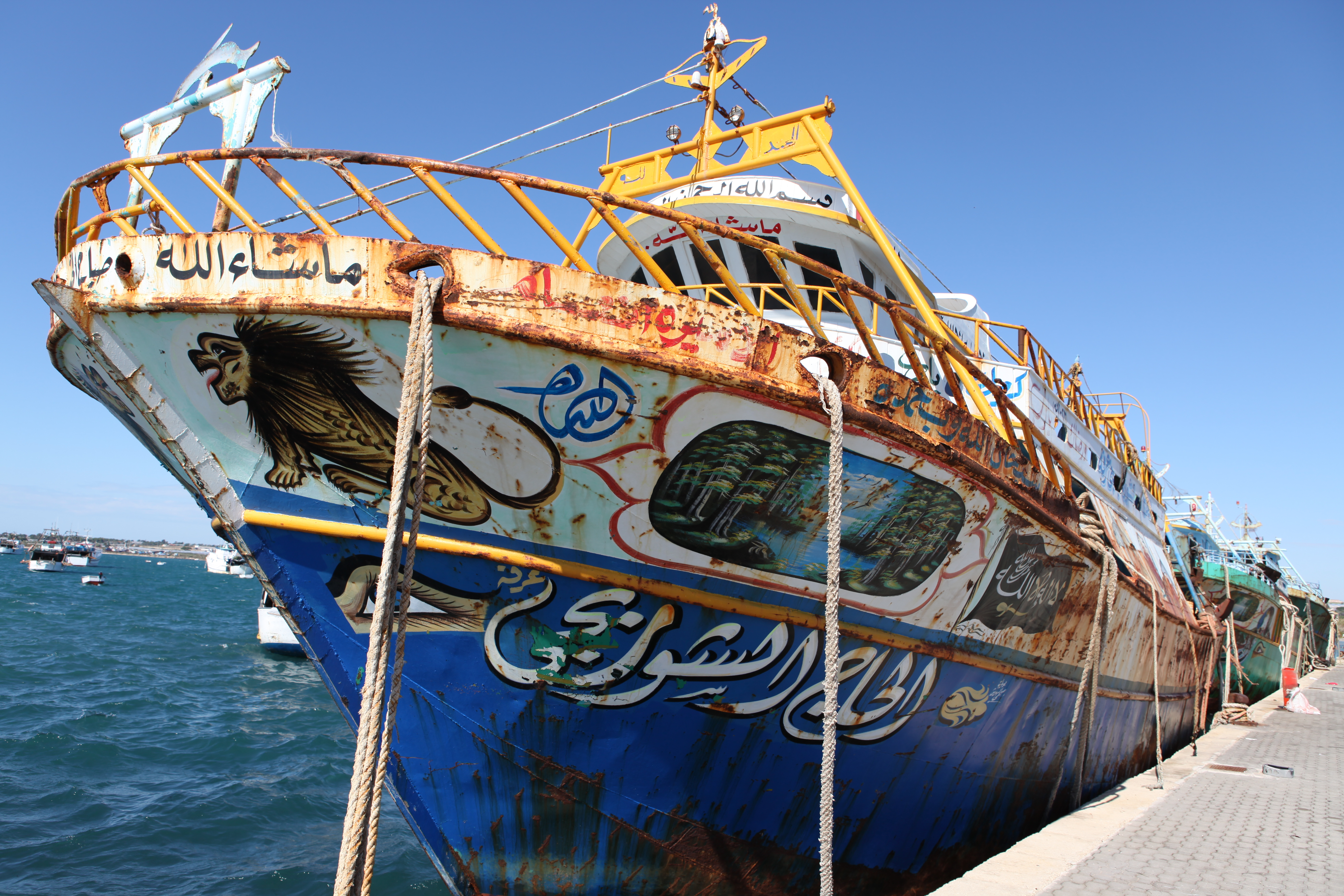
Un peschereccio arabo abbandonato a Portopalo

La tragedia è rimasta sconosciuta al grande pubblico per cinque anni, durante i quali gli amici e i parenti delle vittime avevano portato avanti la loro protesta per trovare la verità sulla tragedia. Due delle vittime erano parenti di Shabir Khan, capo della comunità pachistana in Italia. Grazie al lavoro di ricerca di Zabiullah Bacha, padre di una delle vittime, fu ricostruita l'intera catena di trafficanti ed organizzazioni malavitose che gestiscono il traffico dei migranti dal Pakistan, attraverso la Grecia e l'Italia, gestito da criminali turchi, armatori greci, signori della guerra curdi e mafia italiana. Questo rapporto, pubblicato in Italia da Narcomafie, è stato utilizzato nel processo contro l'equipaggio della Yohan.
Il ritrovamento del relitto e le fotografie sottomarine messe a disposizione da Bellu, a cui seguì la pubblicazione del libro I fantasmi di Portopalo, suscitarono grande interesse da parte di altri giornalisti e delle ambasciate indiane e pachistane. L'ambasciata dello Sri Lanka invece preferì invece non entrare nella questione, dal momento che le vittime cingalesi erano per lo più sikh e tamil, minoranze perseguitate in quel paese.
Le richieste della gente del posto, di associazioni europee per i diritti civili e del Governo portoghese nei confronti del governo guidato da Silvio Berlusconi per recuperare i rottami e i cadaveri rimasero inascoltate, così come la richiesta di apertura di un'indagine ad ampio raggio sul traffico dei migranti nel Mediterraneo.
Molti attivisti ed associazioni per i diritti civili criticarono la nuova legge sull'immigrazione che criminalizzava gli immigrati clandestini e che avrebbe potuto perseguire anche i pescatori che avessero salvato gli immigrati dall'annegamento.

## Nella cultura di massa
Il 30 settembre 2007 è stata trasmessa l'inchiesta Il naufragio fantasma all'interno della serie di giornalismo investigativo Blu notte - Misteri italiani condotta da Carlo Lucarelli.
Alcuni spettacoli teatrali sono stati scritti sulla tragedia, tra cui La Nave Fantasma di Bebo Storti, Bellu e Renato Sarti.
Il 20 e il 21 febbraio 2017 su Rai 1 è stato trasmesso il film televisivo in due puntate I fantasmi di Portopalo, con la partecipazione degli attori Giuseppe Fiorello e Giuseppe Battiston nei ruoli rispettivamente del pescatore pentito e del giornalista.
Nel 2018, lo spettacolo F174 - Nel Mare di Nessuno riporta in teatro la terribile vicenda della Yohan, ricostruita in chiave poetica attraverso articoli e dichiarazioni pubblicati in quegli anni, con la drammaturgia dell'attore e regista teatrale siciliano Gigi Borruso, direttore di DanisinniLab, laboratorio di teatro di relazione e di comunità nato in un piccolo rione palermitano disagiato. Nel giugno 2019 lo spettacolo torna in scena al teatro Garibaldi di Palermo, in occasione degli eventi per la Giornata mondiale dei profughi, promossa dall'Alto commissariato delle Nazioni Unite per i rifugiati.

### Filmografia
- Il naufragio fantasma, Blu notte - Misteri italiani di Carlo Lucarelli, regia di Sandro Patrignanelli – programma TV, puntata 8x07 (2008)
- I fantasmi di Portopalo, regia di Alessandro Angelini – miniserie TV (2017)